# Oratorio di Santa Maria Vergine della Pietà
L'oratorio di Santa Maria Vergine della Pietà, noto ai più come "la cupolina" è un luogo di culto cattolico che si trova in via Pratese, vicino alla zona industriale di Peretola, frazione di Firenze.

## Storia e descrizione

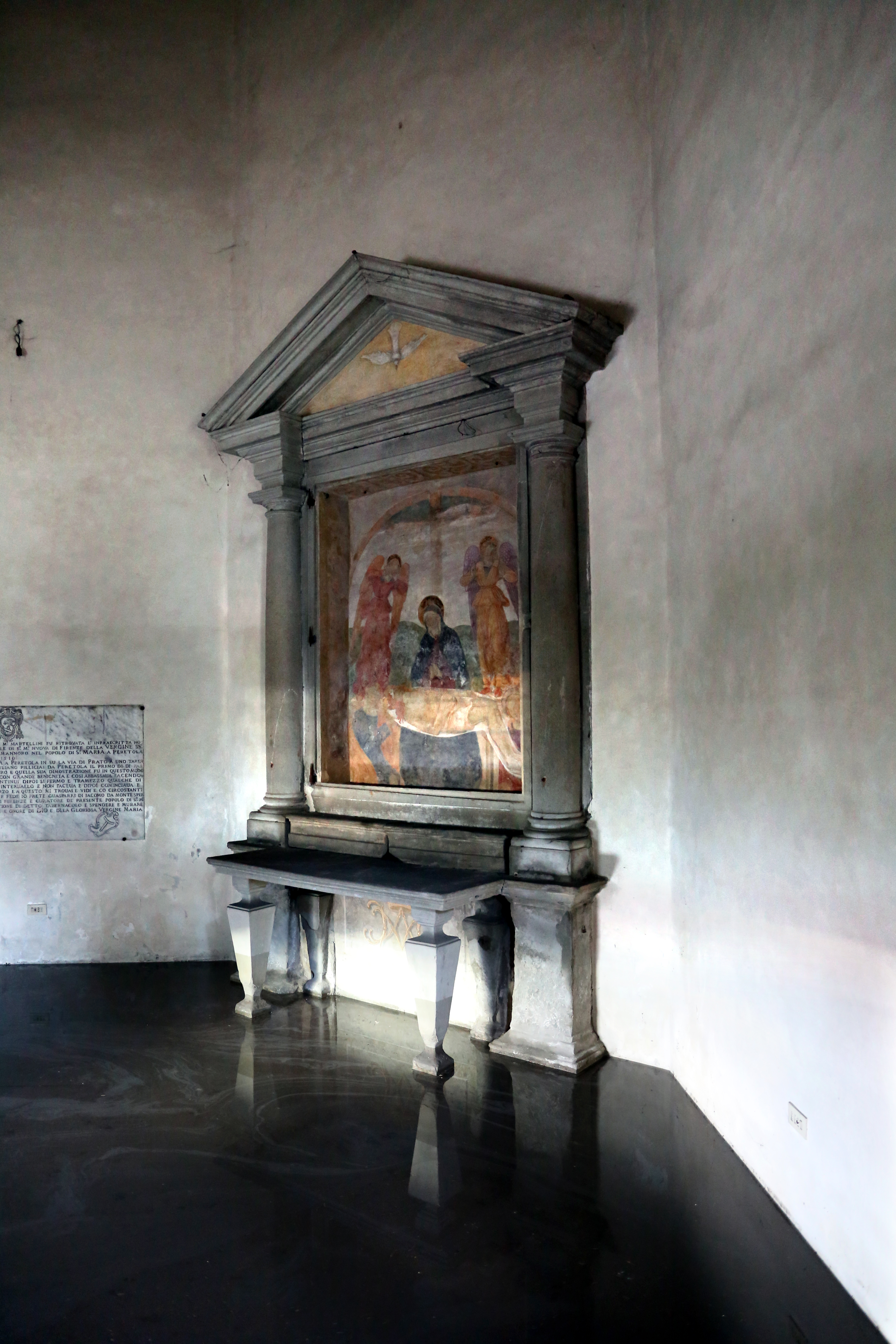
L'altare, con la Pietà quattrocentesca

È un piccolo tempio a forma ottagonale, ispirato al battistero di Firenze, e sormontato da una cupoletta, edificato nel 1510 per racchiudervi un tabernacolo che sorgeva nei pressi del fosso dell'Osmannoro. L'affresco sull'altare raffigura la venerata immagine di Cristo in Pietà sulle ginocchia della Madonna, i santi Giovanni Evangelista e Giovanni d'Arimatea, due Angeli e la Croce, attribuito ad un maestro di ambito ghirlandaiesco della fine del Quattrocento. Fu assai danneggiato dall'alluvione del 1966, ed è stato restaurato.
L'edificio, che si trovava a lato dell'antica strada, è però stato prima ridotto ad uno spartitraffico in occasione del raddoppio della via Pratese (strada di grande comunicazione), poi è stato letteralmente "immerso" nella zona industriale e da ultimo è stato "sovrastato" dai piloni della nuova linea ferroviaria Firenze-Officine di Brozzi-Campi Bisenzio.